# Páskuj Lajos
Páskuj Lajos (Szilágysomlyó, Kraszna vármegye, 1824. szeptember 8. – Szatmárnémeti, 1887. június 28.) római katolikus apát-kanonok. 

## Életpályája
A gimnázium hat osztályát Kolozsvárt végezte; azután felvették szatmári papnövendéknek, 1849-ben szentelték fel; ekkor a püspöki udvarban lett irnok. Segédlelkész volt Máramarosszigeten, Fehérgyarmaton, azután Szatmárt; az 1850-es években a szatmári gimnázium tanára, 1860-ban szatmári plébános, 1874-ben esperes, 1881-ben apát-kanonok. A szatmári papnevelőben az egyházirodalmi iskola létesítésén munkálkodott. 
Kedvvel foglalkozott vizsgálatokra való gyermekversek írásával; ezekből sok jelent meg a korabeli iskolai tankönyvekben; költeményeket és cikkeket írt még 1856-tól a Religio, Tanodai Lapok, Hasznos Mulattató, Idők Tanuja, Magyar Állam, Népiskolai Lapok, Szatmár, Szamos, Katholikus Hetilap, Fővárosi Lapok és a Szilágy-Somlyó című lapokba; a szatmári katolikus főgimnázium Értesítőjében (1858. Szózat az Ifjusághoz).

## Munkái
- Páskuj Lajos Egyházi munkálatai. Egyházi használatra és családi olvasmányul. Bpest. 1874-75. Két kötet. (I. Nagybőjti elmélkedések. II. Ünnepi, vasárnapi és alkalmi beszédek).
- Páskuj Lajos Költeményei. Szatmár, 1888. (Ism. M. Állam 281., 292. sz.)

## Álnevei
Magurai Lajos és Kusajjos Pál (1862-ben a lapokban). 